# アディーマ
アディーマ（Adema）は、アメリカ合衆国ベーカーズフィールド出身のニュー・メタルバンド。2000年に結成された。現在は脱退しているリードボーカルのマーク・チャベスはコーンのボーカリスト・ジョナサン・デイヴィスと異母兄弟である。

## 来歴
"セックスアート(英: SEX ART)"の残党で結成されたバンドの"ジュース(英: JUICE)"に在籍していたマーク・チャベス(英: Mark Chavez)と元SEX ARTのマイク・ランサム(英: Mike Ransom)が再会し、元ジュースのティム・フラッキー(英: Tim Fluckey)とデイブ・デルーが迎えられ、元ヴィデオドローン(英: Videodrone)のクリス・コールズ(英: Kris Kohls)が合流し"アディーマ(英: Adema)"が結成された。アディーマ結成からクリス正式参加まで約1年もスパンがあり、その間メンバーはずっとスタジオとリハーサルとデモ制作を繰り返していた。クリスが加入した後に制作したデモを、メジャー/インディー問わずの計24社に送ったところ注目度が一気に高まる。この時点でアディーマはアディーマとしてライブを演ったことがなかった。それでもインディー/メジャー数社間で、アディーマを巡る争奪戦が始まる。数社の中からAdemaはアリスタ・レコード(英: Arista Records)を選び、サイニングした。晴れてアリスタ・レコードからメジャーデビューした。その後、Ademaはカリフォルニア州北部に場所を移し、メジャーデビューアルバム制作に向けてさらなる曲作りを精力的に行う。ロサンゼルスのスタジオに入り、"ビル・アップルベリー(英: Bill Appleberry)"と"ウォールフラワーズ(英: The Wallflowers)"のギタリストとして有名なトビアス・ミラー(英: Tobi Miller)の共同プロデュースの下、1stアルバムの『ADEMA』をレコーディングし完成させた。アメリカでは2000年8月21日に発売され、全米初登場27位にランクインするなど、新人にしては順調な滑り出しを見せた。

## バンドメンバー

### 現在のメンバー
- ティム・フラッキー (Tim Fluckey) – リードギター（2000年 - 現在）、リズムギター（2003年 - 2006年、2010年 - 2013年）、キーボード、プログラミング（2000年 - 2006年、2009年 - 現在）、リードボーカル（2011年 - 2017年）
- デイブ・デルー (Dave DeRoo) – ベース、バッキングボーカル（2000年 - 現在）
- クリス・コールズ (Kris Kohls) – ドラムス（2000年 - 現在）
- マイク・ランサム (Mike Ransom) – リズムギター、バッキングボーカル（2000年 – 2003年、2009年 - 2010年、2013年 - 現在）
- ライアン・シャック (Ryan Shuck) – リードボーカル（2019年 - 現在）

### 脱退したメンバー
- マーク・チャベス (Mark Chavez) – リードボーカル（2000年 - 2004年、2009年 - 2011年、2017年 - 2019年）
コーンのボーカリスト、ジョナサン・デイヴィスの母親違いの弟。マークとジョナサンの父親は何度か結婚、離婚を繰り返していた。マークやジョナサンはカリフォルニア州中部に位置する田舎町のベーカーズフィールド出身。マークはかつて教師になることに興味を持った時期があり、地元の保育所の管理者として働いたことがある。
- ルーク・キャラッチオリ (Luke Caraccioli) – リードボーカル（2005年）
- ボビー・リーブス (Bobby Reeves) – リードボーカル（2006年 - 2009年）
- エド・ファリス (Ed Faris) – リズムギター、キーボード、プログラミング（2006年 - 2009年）

### 過去のツアーメンバー
- クリストファー・デリオン (Christopher DeLeon) – リズムギター（2011年 - 2014年）
- マーク・デリオン (Marc DeLeon) – リズムギター（2011年）、ベース（2011年 - 2013年）

## アルバム

### スタジオアルバム
| Adema                                      | - 発売日: 2001年8月21日 (US) - レーベル: Arista - フォーマット: CD, CS, digital download | 27  | —  | —  | 168 | —  | 18 | - RIAA: ゴールド |
| Unstable                                   | - 発売日: 2003年8月12日 (US) - レーベル: Arista - フォーマット: CD, digital download     | 43  | —  | —  | 120 | —  | 15 |                  |
| Planets                                    | - 発売日: 2005年4月5日 (US) - レーベル: Earache - フォーマット: CD, digital download     | 152 | 11 | 38 | —   | 27 | 20 |                  |
| Kill the Headlights                        | - 発売日: 2007年6月26日 (US) - レーベル: Immortal - フォーマット: CD, digital download   | —   | —  | —  | —   | —  | —  |                  |
| "—" は未発売またはチャート圏外を意味する。 |                                                                                          |     |    |    |     |    |    |                  |